# Union sportive de Bousalem
 (août 2024).
Si vous disposez d'ouvrages ou d'articles de référence ou si vous connaissez des sites web de qualité traitant du thème abordé ici, merci de compléter l'article en donnant les références utiles à sa vérifiabilité et en les liant à la section « Notes et références ».
Maillots
L'Union sportive de Bousalem ou Union sportive de Bou Salem (arabe : الاتحاد الرياضي ببوسالم), plus couramment abrégé en US Bousalem, est un club tunisien de football fondé en 1924 et basé dans la ville de Bou Salem.
L'USB évolue lors de la saison 2017-2018 en Ligue III (poule A).

## Histoire
Lancée en 1924, l’équipe qui porte alors le nom d’Union sportive khemissienne (USK) — du fait que la ville de Bou Salem était encore appelée Souk El Khemis — se contente pendant plusieurs années de matchs et tournois régionaux. On trouve dans le journal La Dépêche tunisienne de 1932 des informations concernant sa participation au championnat de promotion d’honneur (équivalent de la division II), dans la poule de la Medjerda. Elle termine le classement en cinquième position derrière l’Union sportive béjaoise, l’Union sportive de Souk El Arbâa, la Société sportive de Bou Arada et la Medjerda Club de Medjez el-Bab et devant l’Étoile bleue de Ghardimaou, la Française du Kef et l’Olympique de Béja. L’équipe est apparemment composée de joueurs de différentes communautés. Mais, durant l’année suivante, les joueurs tunisiens musulmans s’engagent dans un autre club de la ville dénommée « Jeunesse sportive musulmane khemissienne » (JSMK). Il s’agit, d’après les échos de La Dépêche tunisienne de : Farhat – Hamadi, Abderrahman, Younès, Tahar, Belhaj, Zouabia, Mosbah, Houcine, Brahim et Cheffaï. La JSMK se classe quatrième alors que l’USK, dont la formation est composée de Williams – Attomasio, Pereira, Ternic, Martini, Cicorellia, Ruiz, Vulcar, qui|Leto, Duclos et Zacchero termine sixième. Mais très vite, les deux clubs gèlent leur activité, avec néanmoins la réapparition de l’USK en 1942.
Ce n’est qu’avec la réorganisation des compétitions en 1946-1947 que l’Union sportive khemissienne reprend son activité en se retrouvant en sixième division Nord. Elle termine en quatrième position sur douze clubs mais, l’année suivante, la ligue de la Medjerda est réactivée et l’équipe classée en troisième division parmi les clubs du Nord-Ouest. Le club évolue longtemps en troisième ou quatrième division selon les regroupements de clubs. En 1967, l’USK devient l'Union sportive de Bousalem après le changement de nom de la ville. Ce n’est qu’en 1970 qu’elle assure sa première accession en seconde division, mais pour une seule saison. Elle y revient en 1979 pour une plus longue période et s’habitue à l’antichambre de l’élite. En coupe de Tunisie, le club réalise un parcours exceptionnel en 1982, qui le mène jusqu’en demi-finale. Les joueurs auteurs de cette performance sont Mohamed Naceur Gasmi – Khemaïs Helayli, Mongi Torkhani, Hamma Gharbi, Moncef Khemiri, Habib Hasni, Faouzi Azizi, Abdessattar Hemissi, Lotfi Hamdi, Ridha Mansouri, Ridha Bousselmi, Mokhtar Ayari, Raouf Hasni, Younes Hasni et Fethi Skandarani.

## Écusson

Logo ancien.
Logo actuel.

## Palmarès
| Compétitions nationales |
| --- |
| - Championnat de Tunisie de troisième division (3) : - Champion : 1970 (Nord-Ouest), 1979 (Nord-Ouest), 1987 (Nord) - Championnat de Tunisie de quatrième division (Nord-Ouest, 2) : - Champion : 1968, 2001 |

## Personnalités

### Présidents
- Naceur Boukhari (1962-1963)
- Zine Bel Echi (1963-1971)
- Ridha El Echi (1977-1978)
- Mongi Bel Echi (1978-1981)
- Zine Bel Echi (1981-1982)
- Béchir Khemiri (1982-1983)
- Kadhem Aloui (1987-1988)
- Zine Bel Echi (1988-1990)
- Mehdi Oueslati (1990-1992)
- Slaheddine Bahri (1992)
- Zine Belochi (1992-1995)
- Mohamed El Hamdi (1995-1997)
- Sami Mrad (2000-2001)
- Hatem Bahri (2005-2006)
- Youssef Somrani (2008-2009)
- Lassâad Khemiri puis Chamseddine El Echi (2009-2010)
- Mohsen Riahi (2010-2011)
- Aref Mhirsi puis Ghaith Somrani (2013-2014)
- Abdelbaki Aloui (2014-2015)

### Entraîneurs
- 1970-1971 : Hassen Bejaoui
- 1971-1972 : Mouldi Sakkouhi et Ali Jendoubi
- 1972-1973 : Noureddine Ben Ammar
- 1973-1974 : Mouldi Jendoubi
- 1975-1977 : Ali Miloud
- 1977-1978 : Abid Mchala
- 1978-1979 : Amor Mejri
- 1979-1980 : Ali Rached
- 1980-1981 : Ali Rached puis Chedly Ouerdiane
- 1981-1982 : Ahmed Msallem
- 1982-1983 : Mohamed Torkhani
- 1983-1984 : Gregor Potkov Grigorov puis Puchas[Qui ?]
- 1984-1985 : Hristo Panchev
- 1985-1986 : Ali Nefzaoui puis Ahmed Lakhdhar
- 1986-1987 : Haydjeski[Qui ?]
- 1987-1988 : Raouf Jerbi puis Ali Nefzaoui puis Hristo Panchev
- 1988-1989 : Michael Hezalov
- 1989-1991 : Ali Chabbouh
- 1991-1992 : Ali Nefzaoui puis Gregor Potkov Grigorov puis Amor Amri puis Ali Nefzaoui et Naceur Lammouchi
- 1992-1993 : Naceur Lammouchi
- 1993-1994 : Chaker Meftah
- 1994-1995 : Chaker Meftah puis Naceur Lammouchi
- 1995-1996 : Ali Sraïeb
- 1996-1997 : Ali Nefzaoui et Mustapha Hannchi puis Oueslati[Qui ?]
- 1997-1998 : Ezzeddine Bezdah puis Mouldi Khamassi
- 1998-1999 : Naceur Lammouchi puis Abdelwahab Kharraf
- 1999-2000 : Mabrouk Fehmi
- 2000- 2001 : Abdelwahab Hichri
- 2001-2002 : Abdelwahab Hichri puis Salem Tabbassi
- 2002-2003 : Salem Tabbassi
- 2003-2005 : Ahmed Nefzaoui
- 2005-2006 : Naceur Lammouchi puis Mohmed Jelassi
- 2006-2007 : Fethi Toukabri puis Kamel Tebbini
- 2007-2008 : Ali Rached puis Bogdanovic[Qui ?] puis Kamel Tebbini puis Mohamed Jelassi
- 2008-2009 : Abdelwahab Hichri
- 2009-2010 : Kamel Tebbini
- 2010-2011 : Maher Sediri
- 2011-2012 : Kamel Tebbini
- 2012-2013 : Férid Laâbidi puis Kamel Tebbini
- 2013-2014 : Kamel Tebbini
- 2014-2015 : Mohieddine Tebbini puis Haythem Torkhani
- 2017-2018 : Mohieddine Tebbini
- 2018-202.. : Ridha Saidi

### Meilleurs buteurs en deuxième division
- 1971 : Ahmed Chihi et Sadok Azizi (3 buts)
- 1973 : Sadok Azizi et Khemais Helayli (2)
- 1980 : Younes Hasny (7), Hassouna Hamdi (4)
- 1981 : Younes Hasny (4), Raouf Hasny (3)
- 1982 : Younes Hasny et Raouf Hasny (4)
- 1983 : Younes Hasny (7), Moncef Khemiri (5)
- 1984 : Lotfi Hamdi (5), Faouzi Azizi et Ridha Bousselmi (4)
- 1985 : Raouf Hasny (7), Ridha Mansouri et Younes Hasny (4)
- 1988 : Younes Hasny et Mokhtar Ayari (4)
- 1990 : Imed Somrani (8), Mokhtar Ayari et Raouf Hasny (4)
- 1991 : Imed Somrani (9), Sami Sakkouhi (5)
- 1992 : Imed Somrani (7), Kamel Tebbini (4)
- 1993 : Sami Zoghlami (4), Imed Somrani et Khaled Jemaï (3)
- 1996 : Abdelkrim Ouji (4), Makrem Oueslati (3)